# Gêmino
Gêmino de Rodes (em grego:  Γεμῖνος ὁ Ῥόδιος) foi um astrônomo e matemático grego do século I a.C. Um trabalho de astronomia dele, a Introdução aos Fenômenos, ainda sobrevive; foi concebido como um livro introdutório de astronomia para estudantes. Ele também escreveu um trabalho sobre matemática, do qual apenas fragmentos citados por autores posteriores sobrevivem.

## Vida
Nada se sabe sobre a vida de Gêmino. Não é nem certo que ele nasceu em Rodes, mas referências a montanhas em Rodes em seus trabalhos astronômicos sugerem que ele trabalhou lá. Suas datas também não são conhecidas com certeza. Uma passagem em suas obras referente ao Annus Vagus (ano errante) do calendário egípcio de 120 anos antes de seu próprio tempo, foi usada para sugerir uma data de c. 70 a.C. para a época da redação, que seria consistente com a ideia de que ele poderia ter sido aluno de Posidônio, mas também foi sugerida uma data até 50 d.C.
A cratera Gêmino, na Lua, recebeu o nome dele.

## Astronomia
O único trabalho de Gêmino que sobreviveu é sua Introdução aos Fenômenos (em grego:  Εἰσαγωγὴ εἰς τὰ Φαινόμενα). Este livro introdutório de astronomia, baseado nos trabalhos de astrônomos anteriores, como Hiparco, pretendia ensinar astronomia para estudantes iniciantes no assunto. Nele, Gêmino descreve o zodíaco e o movimento do sol; as constelações; a esfera celeste; dias e noites; as ascensões e configurações dos signos zodiacais; períodos luni-solares e sua aplicação em calendários; fases da lua; eclipses; fases das estrelas; zonas terrestres e locais geográficos; e a tolice de fazer previsões meteorológicas pelas estrelas.
Ele também escreveu um comentário sobre o trabalho de Posidônio, Sobre Meteorologia. Fragmentos deste comentário são preservados por Simplício em seu comentário sobre a Física de Aristóteles.

## Matemática
Gêmino também escreveu extensivamente sobre matemática, incluindo uma abrangente Doutrina (ou Teoria) da Matemática. Embora este trabalho não tenha sobrevivido, muitos extratos são preservados por Proclo, Eutócio e outros. Ele dividiu a matemática em duas partes: Mental (em grego:  νοητά) e Observável (em grego:  αἰσθητά) ou, em outras palavras, pura e aplicada. Na primeira categoria, ele colocou geometria e aritmética (incluindo a teoria dos números), e na segunda categoria, ele colocou mecânica, astronomia, óptica, geodésia, canônica (harmonia musical) e logística. Extratos longos de seu trabalho também são preservados pela Al-Nayrizi em seu comentário sobre Os Elementos de Euclides.